# Cărăndeni
Cărăndeni – wieś w Rumunii, w okręgu Bihor, w gminie Lăzăreni. W 2011 roku liczyła 177 mieszkańców.